# Вэнс, Сайрус
Са́йрус Ро́бертс Вэнс (англ. Cyrus Roberts Vance, 27 марта 1917 — 12 января 2002) — американский государственный деятель.

## Биография

### Начало жизни
Родился в городе Кларксберг в Вирджинии в семье Джона Карла Вэнса и Эми Роберт Вэнс. Джон Вэнс умер от пневмонии, когда Сайрусу было пять лет. После смерти отца большое влияние на мальчика оказал его дядя Джон Дэвис — известный политик, бывший кандидатом от демократической партии на выборах президента США 1924 года. Дэвис был очень успешным юристом, выступавшим перед Верховным судом США больше, чем какой-либо другой адвокат того времени и обсуждал различные вопросы с молодым Сайрусом, что по-видимому пробудило в нём интерес к юриспруденции.

### Образование и начало карьеры
В 1935 году Вэнс окончил Kent school. Учился в Йельском университете со специализацией в экономике. Вступил в тайное общество «Свиток и ключ». Получил степень бакалавра в 1939 году. Затем продолжил образование на юридическом факультете Йельского университета, который окончил в 1942 году. Служил на флоте артиллерийским офицером на эсминце USS Hale до 1946 года. После этого вернулся в Нью-Йорк и поступил на работу в престижную юридическую фирму Simpson Thacher & Bartlett.

### Работа в правительстве
В 1957 году начал работу в Вашингтоне — старший партнёр его фирмы попросил Вэнса помочь ему организовать исследование для одной из подкомиссий Сената по военным и космическим программам. В этот период Вэнс познакомился с Линдоном Джонсоном и впоследствии занимал различные посты в его администрации и администрации президента Кеннеди. Занимал пост советника министерства обороны (1961—1962), секретаря сухопутных сил (Secretary of the Army, 1962—1964), заместителя министра обороны Роберта Макнамары (1964—1967). Был специальным представителем президента на Кипре после турецкого вторжения (1962), участником делегации США на Парижской мирной конференции по Вьетнаму (1968—1969).

### Государственный секретарь

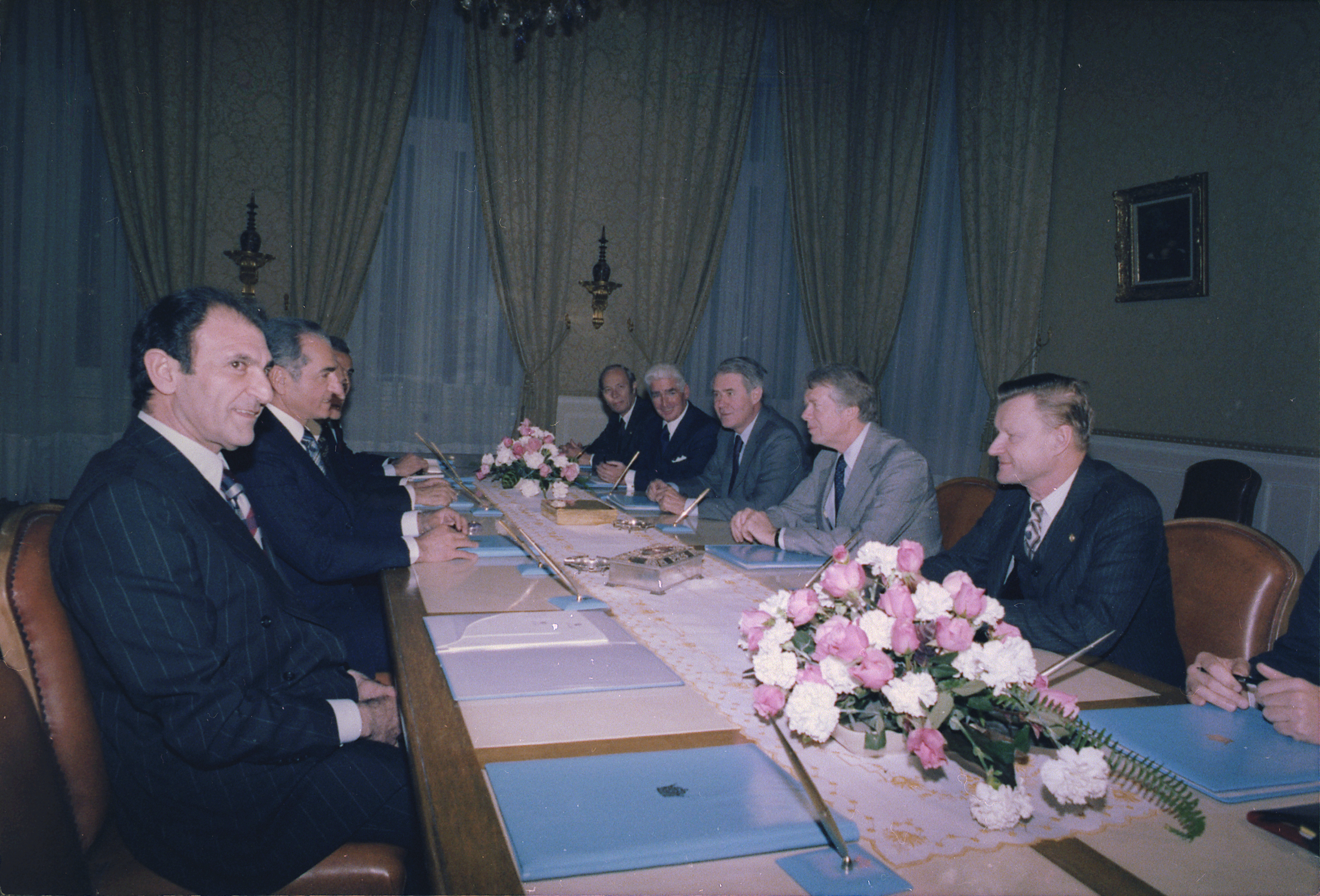
На переговорах с шахом Ирана Мохаммедом Реза Пехлеви, слева направо, Артур Атертон, Вильям Салливан, Сайрус Вэнс, Президент Картер и Збигнев Бжезинский, 1977

В 1977 году был назначен президентом Картером государственным секретарём. Считался либералом и сторонником разрешения конфликтов путём переговоров, заслужил уважение за своё умение вести переговоры и сохранять спокойствие в тяжёлых ситуациях. Отмечали его неприязненные отношения с тогдашним советником президента США по вопросам национальной безопасности Збигневом Бжезинским. Среди достижений Вэнса — подписание договора ОСВ-II с СССР, договорённости 1977 года о передаче Панаме Зоны панамского канала к 2000 году (Договоры Торрихос-Картер), заключение Кэмп-Дэвидских соглашений между Израилем и Египтом.

### Кризис с заложниками в Иране и уход в отставку
В Иране 4 ноября 1979 года были захвачены сотрудники американского посольства, Вэнс пытался добиться их освобождения. Когда было решено провести военную операцию (см. Операция «Орлиный коготь») по освобождению заложников, Вэнс выступил против этого плана и в знак протеста ушёл в отставку. Операция, начавшаяся 24 апреля, закончилась провалом — военный вертолет столкнулся со стоявшим на аэродроме самолетом. Погибли восемь американских солдат. Как писал впоследствии посол СССР в США, Добрынин, уход Вэнса в отставку вряд ли можно связывать только с иранскими событиями. «Скорее, этот эпизод стал лишь последней каплей, переполнившей чашу неудовлетворённости госсекретаря общим курсом администрации в условиях международной напряжённости и усиливающихся в этот период разногласий внутри администрации. В условиях, когда президент всё чаще отказывался поддерживать позицию госсекретаря, Вэнсу было трудно эффективно выполнять свои обязанности. Добровольная отставка Вэнса во многом символизировала и резкое изменение советско-американских отношений после Афганистана», — отмечал Добрынин. Поясняя причины решения уйти в отставку, Вэнс сказал, что дело тут не в единичном неудавшемся рейде по освобождению заложников, а в политике, которую этот рейд олицетворяет. Он говорил, что освобождение заложников должно вестись мирными средствами, путём переговоров, как в своё время именно так удалось вернуть невредимыми американских заложников в Северной Корее после захвата американского судна «Пуэбло». Вэнс сказал, что уходя с поста госсекретаря, он по-прежнему считает советско-американские отношения определяющими не только для двух стран, но и для всего мира.
28 апреля президент официально принял отставку госсекретаря Вэнса. Вэнс сожалел, что вынужден уйти со своего поста в момент, когда отношения между СССР и США остаются напряжёнными, без видимого просвета на ближайшее будущее. Однако решение президента начать операцию «Орлиный коготь» ставило на карту всю внешнюю политику США, включая отношения с союзниками и с самим Ираном на дальнюю перспективу. Об этом Вэнс  прямо говорил президенту. Однако другие советники убедили президента в успехе военной операции. С точки зрения предвыборной кампании выглядело более привлекательным, нежели длительные переговоры с Ираном.
В 1980 году Вэнс вернулся в фирму Simpson Thacher & Bartlett. Время от времени ООН приглашало его для переговоров об урегулировании конфликтов в Бурунди, Южной Африке, Македонии, Греции, Армении и Боснии и Герцеговины.

## Мемуары
- Vance, Cyrus. Hard Choices: Four Critical Years in Managing America’s Foreign Policy (1983).
- Vance, Cyrus R. «The Human Rights Imperative.» Foreign Policy 63 (1986): 3-19. online